# GONG/ここに帰ってきて
『GONG/ここに帰ってきて』（ゴング/ここにかえってきて）は、SixTONESの両A面シングル。同グループの13作目のシングルとして2024年7月10日にSony Music Labelsから発売された。

## 収録曲

### CD

#### 初回盤A
1. GONG [3:48]
作詞・作曲・編曲：Zembnal
  - 田中樹出演 日本テレビ系日曜ドラマ『ACMA:GAME アクマゲーム』挿入歌[6]
  - 田中樹出演 映画『劇場版 ACMA:GAME 最後の鍵』挿入歌[7]
2. ここに帰ってきて [4:02]
作詞：MS / Sam Homma / Ryuichi Kureha / Utoro Sunset、作曲：MS / Sam Homma、編曲：Ryuichi Kureha / Naoki Itai
京本大我主演 映画『言えない秘密』主題歌[8]
3. Medley from 「VVS」 at 京セラドーム大阪 [6:59]
  1. Outrageous
  2. ABARERO -Dark Electro Rock Remix-

#### 初回盤B
1. ここに帰ってきて
2. GONG
3. Medley from 「VVS」 at 京セラドーム大阪 [5:07]
  1. 君がいない
  2. Alright

#### 通常盤
1. GONG
2. ここに帰ってきて
3. Are You Mine? [3:50]
作詞・作曲・編曲：Zembnal
4. SPICY [2:35]
作詞：Page Grace / Kanata Okajima、作曲：Lachlan West / Cameron Walker / Ryan Seaman
メルセデス・ベンツ「新型EQA/EQB」CMソング[9]
5. 音色 -Memorial Orchestra Rearrange- [4:44]
作詞・作曲：佐伯youthK、編曲：Daiki Okuno / 佐伯youthK
6. GONG -Instrumental-
7. ここに帰ってきて -Instrumental-

### DVD

#### 初回盤A
1. GONG -Music Video-
2. GONG -Music Video Making-
3. GONG -Music Video Solo Movie-
4. Medley from 「VVS」 at 京セラドーム大阪
  1. Outrageous
  2. ABARERO -Dark Electro Rock Remix-

#### 初回盤B
1. ここに帰ってきて -Music Video-
2. ここに帰ってきて -Music Video Making-
3. ここに帰ってきて -Music Video Solo Movie-
4. Medley from 「VVS」 at 京セラドーム大阪
  1. 君がいない
  2. Alright